# Premiere Sekkei
Premiere Sekkei es un edificio de 103 metros de altura ubicado en la Zona 14 de la Ciudad de Guatemala. El edificio cuenta con 28 pisos de altura, fue finalizado en 2023, es un edificio de apartamentos que se convirtió en uno de los edificios más altos de la Ciudad de Guatemala. 

## Datos
Ubicado en la 4 Avenida 23-20 de zona 14, con 28 pisos y 103 metros de altura, es un edificio de apartamentos. Su construcción inició en el 2021 y su finalización fue en el 2023. Este edificio fue construido por la Premiere Properties, es la empresa detrás de la construcción del que fue el edificio más alto de Guatemala, el Premiere Club. 

## Galería

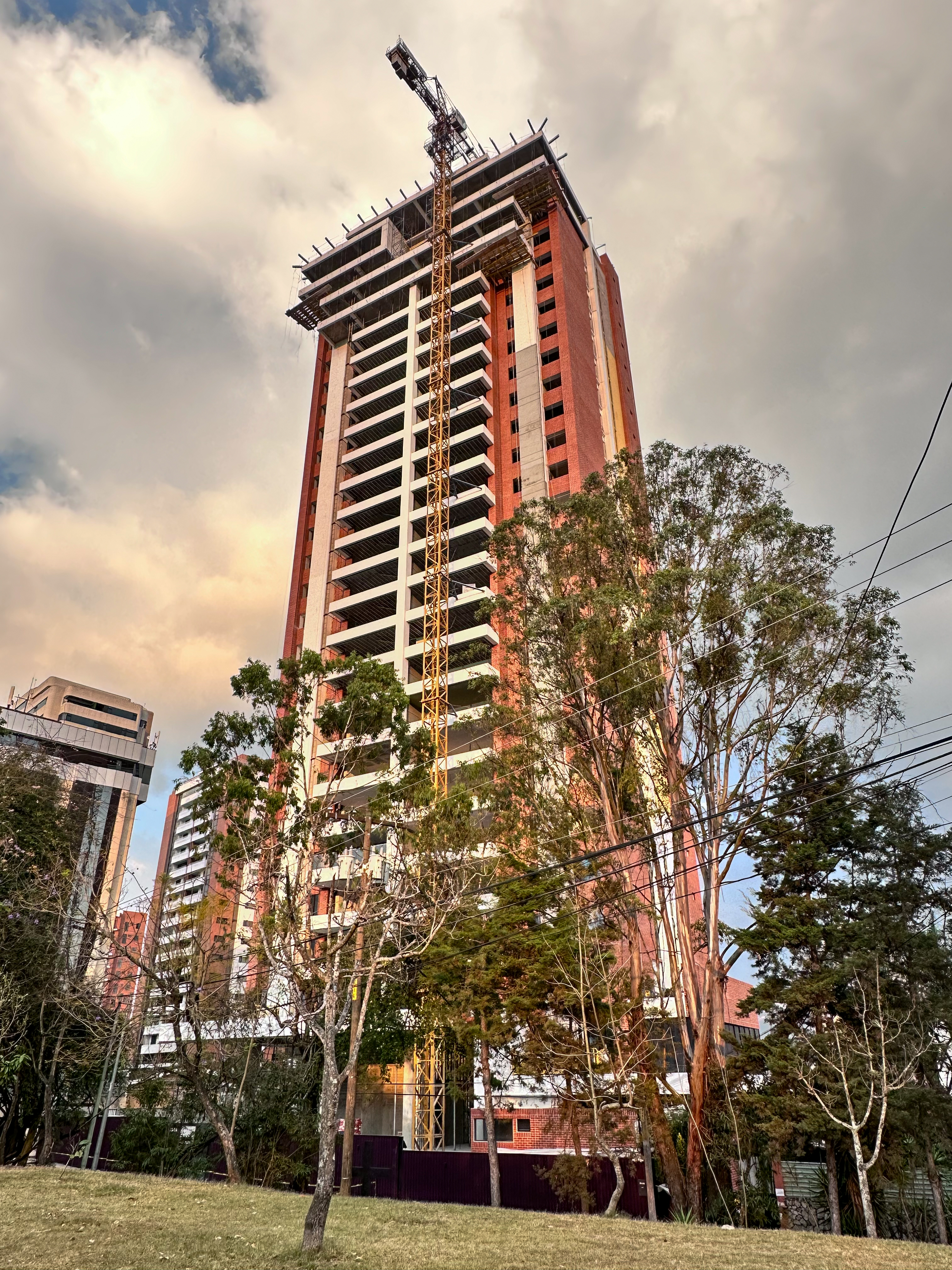
Vista al  Premiere Sekkei , en la zona 14 de Ciudad de Guatemala.
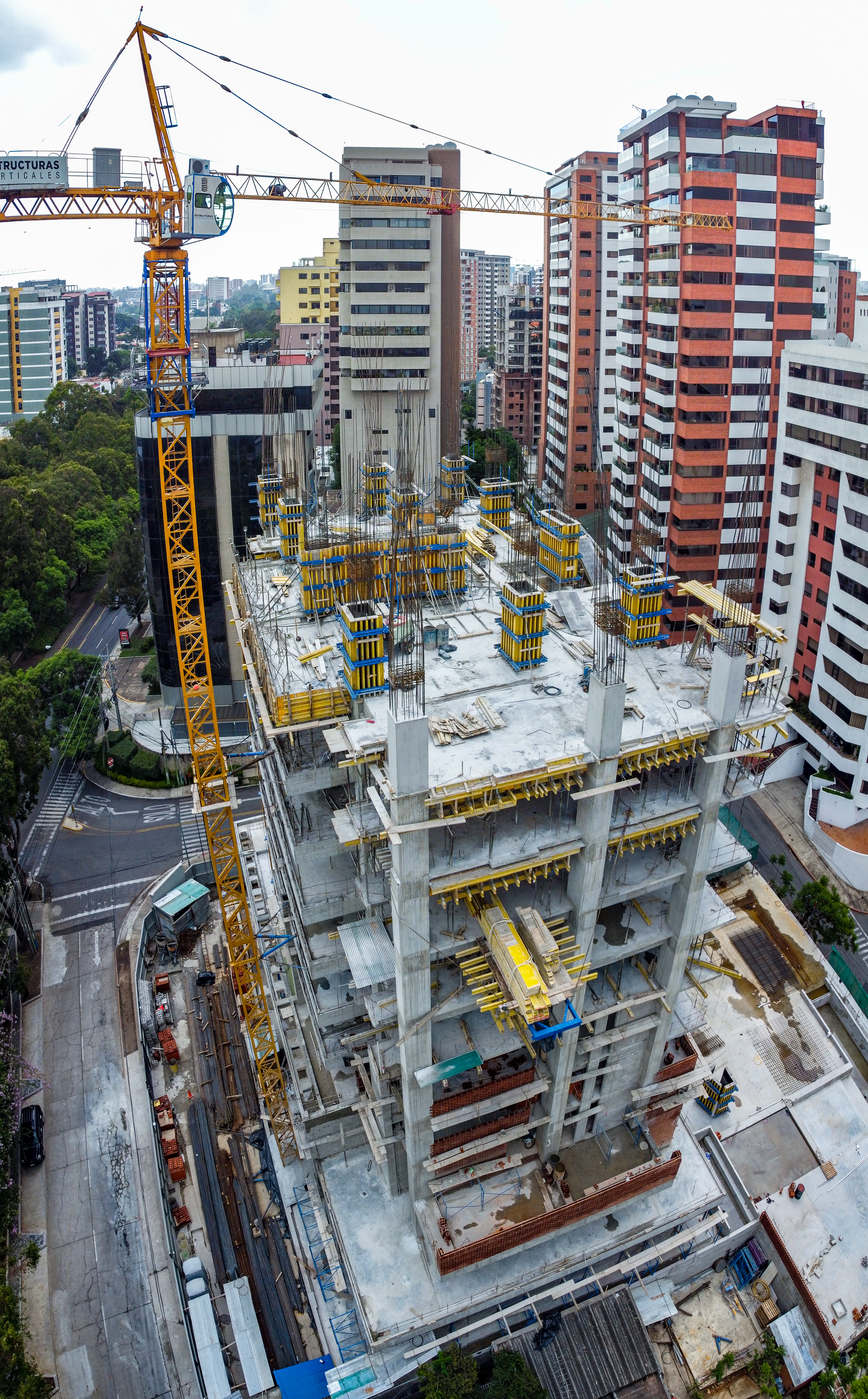
Vista al proceso de construcción del Premiere Sekkei , en junio de 2022.

## Anexos
- Anexo: Edificios más altos de Guatemala
- Anexo:Edificios más altos de Centroamérica
- Anexo:Países por altura máxima de rascacielos

- Datos: Q131446170